# Roberto Scarone
Roberto Scarone Rivera (Montevideo, 16 de julio de 1917-Montevideo, 25 de abril de 1994) fue un jugador y entrenador uruguayo de fútbol.

## Biografía

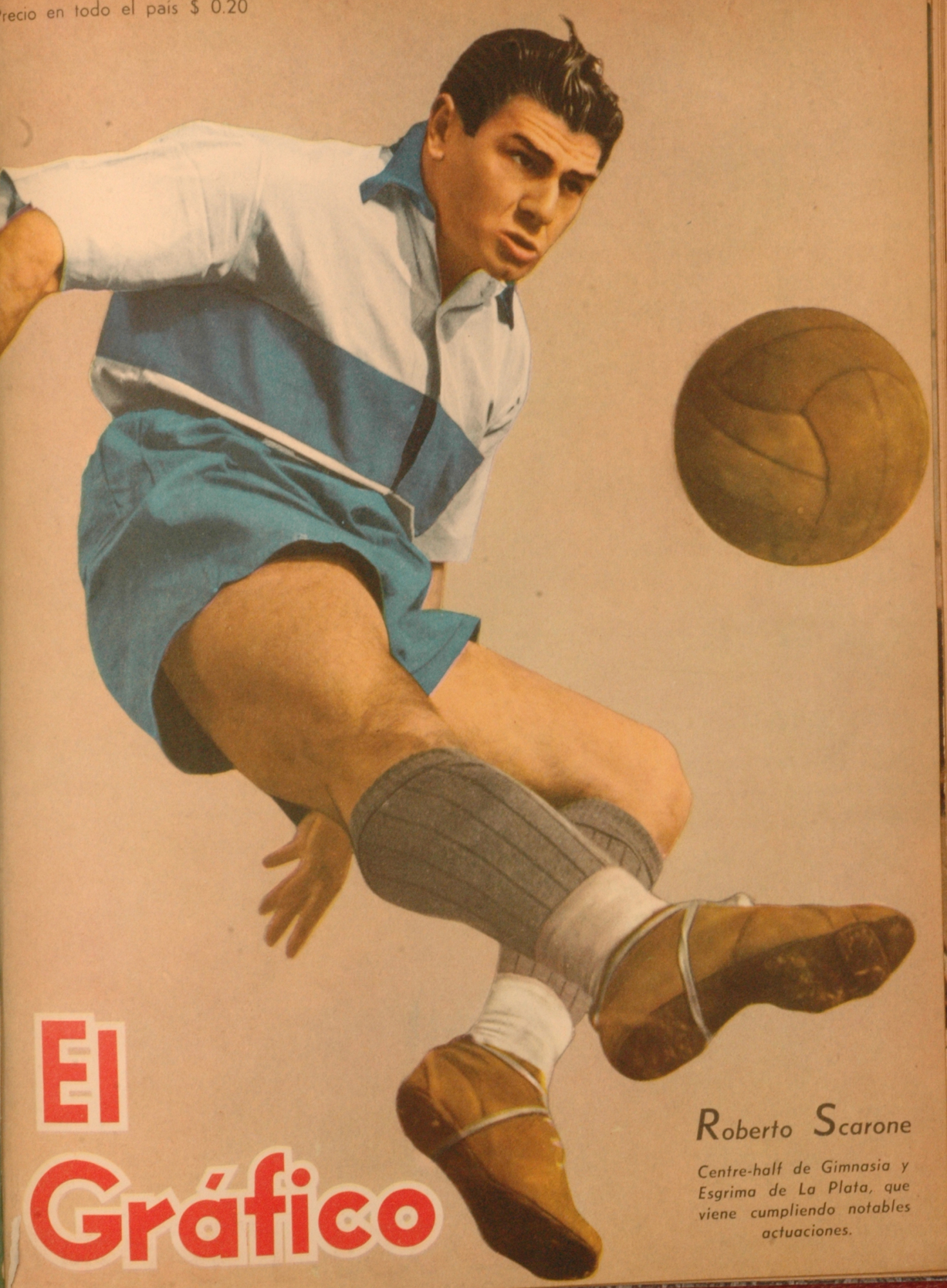
Roberto Scarone (Gimnasia LP) en 1942

Roberto Scarone nació en Montevideo, Uruguay, el 16 de julio de 1917. Estuvo casado con Celia Jacinta Pascual de Scarone, con quien tuvo a sus hijos Arlette Esther, Roberto César y Carmen Eva. Fue lateral derecho en los años cuarenta y entrenador del Club Atlético Peñarol y del Club Nacional de Football. En 1962, junto con Juan López Fontana y Hugo Bagnulo, dirigió a la selección de Uruguay en el Mundial de Chile.
Fue jugador del Gimnasia y Esgrima La Plata de 1939 a 1948. Scarone jugó con el Atlante de 1945 a 1947, quedando campeón de México en la temporada 1946-47. También jugó y fue entrenador de América; en esa etapa estuvo al frente del equipo cuando conquistó el campeonato de liga de la 1965-66, luego de reemplazar por motivos de salud a Alejandro Scopelli. También de dirigió a León y Monterrey, en México.
En Perú fue entrenador de Centro Iqueño (1957), Alianza Lima (1958-1959) y Universitario (1969-1973), saliendo subcampeón de la Copa Libertadores 1972. Dirigió a la selección de fútbol del Perú en las eliminatorias para la Copa Mundial de fútbol de 1974 y en el Mundialito de Brasil.
En 1975 dirigió a San Lorenzo de Almagro, en Argentina.
Luego de padecer de alzhéimer, durante sus últimos años, falleció el 25 de abril de 1994.  En marzo del 2010, su hijo llevó sus cenizas para ser esparcidas en el campo del Estadio Lolo Fernández de Lima, como fue su deseo. Su hijo contaba que antes de morir decía esta frase a menudo:

Me voy para mi casa, me voy para la U.
Roberto Scarone

## Clubes

### Como jugador
| Equipo                | País      | Año       |
| --------------------- | --------- | --------- |
| Peñarol               | Uruguay   | 1938-1940 |
| Gimnasia y Esgrima LP | Argentina | 1940-1943 |
| América               | México    | 1943-1945 |
| Atlante               | México    | 1945-1947 |
| Gimnasia y Esgrima LP | Argentina | 1948      |

### Como entrenador
| Equipo                  | País      | Año       |
| ----------------------- | --------- | --------- |
| Gimnasia y Esgrima (LP) | Argentina | 1948-1951 |
| Deportivo Cali          | Colombia  | 1951-1952 |
| Centro Iqueño           | Perú      | 1953-1955 |
| Audax Italiano          | Chile     | 1956      |
| Centro Iqueño           | Perú      | 1957      |
| Alianza Lima            | Perú      | 1958-1959 |
| Peñarol                 | Uruguay   | 1960-1962 |
| Selección de Uruguay    | Uruguay   | 1962      |
| Monterrey               | México    | 1963-1964 |
| América                 | México    | 1965      |
| Nacional                | Uruguay   | 1966-1967 |
| Monterrey               | México    | 1968      |
| Universitario           | Perú      | 1969-1974 |
| Selección de Perú       | Perú      | 1973      |
| San Lorenzo             | Argentina | 1975      |
| Ñublense                | Chile     | 1977      |
| Juan Aurich             | Perú      | 1979      |

## Palmarés

### Como entrenador

#### Campeonatos nacionales
| Título              | Equipo        | País    | Año  |
| ------------------- | ------------- | ------- | ---- |
| Liga Peruana        | Centro Iqueño | Perú    | 1957 |
| Campeonato Uruguayo | Peñarol       | Uruguay | 1959 |
| Campeonato Uruguayo | Peñarol       | Uruguay | 1960 |
| Campeonato Uruguayo | Peñarol       | Uruguay | 1961 |
| Campeonato Uruguayo | Nacional      | Uruguay | 1966 |
| Primera División    | América       | México  | 1965 |
| Liga Peruana        | Universitario | Perú    | 1969 |
| Liga Peruana        | Universitario | Perú    | 1971 |
| Liga Peruana        | Universitario | Perú    | 1982 |

#### Campeonatos internacionales
| Título                | Equipo  | País       | Año  |
| --------------------- | ------- | ---------- | ---- |
| Copa Libertadores     | Peñarol | Asunción   | 1960 |
| Copa Libertadores     | Peñarol | São Paulo  | 1961 |
| Copa Intercontinental | Peñarol | Montevideo | 1961 |